# The 99
The 99 (arabisch: الـ ٩٩ al 99) ist eine Comicreihe über ein islamisches Superheldenteam; herausgegeben wird es von dem kuwaitischen Comicbuchverlag Teshkeel Comics.
Die Serie ist eine Schöpfung von Naif Al-Mutawa, Gründer und CEO der Teshkeel Media Group. Das Zeichnerteam besteht aus im „Superheldengenre“ erfahrenen Comiczeichnern wie Fabian Nicieza, Stuart Moore, June Brigman, Dan Panosian, John McCrea, Ron Wagner, Sean Parsons und Monica Kubina; alle hatten vorher bereits für Marvel oder DC Comics gearbeitet.
Obwohl die Reihe islamisch konzeptioniert ist, werden universelle Tugenden beworben, und die Religion jeder Figur wird – mit Ausnahme einiger Kopftuchträgerinnen – nicht eindeutig dargestellt.

## Veröffentlichungsgeschichte
Eine Origins Preview wurde im Mai 2006 im Nahen Osten herausgegeben, gefolgt von einem Nachdruck für die USA vom Juli 2007. Die erste reguläre Ausgabe von The 99 wurde im September 2006 gedruckt, welche im August 2007 in den USA als First Light veröffentlicht wurde. Die darauf folgenden Ausgaben wurden monatlich herausgegeben; indonesische und indische Auflagen der Comic-Serie erscheinen ebenfalls monatlich.
Eine sechsteilige Crossover-Miniserie mit der Justice League und The 99 wurde im Oktober 2010 herausgebracht.
2015 musste sich Naif Al-Mutawa, der Erfinder des Comics, wegen Beleidigung der Religion vor einem kuwaitischen Gericht verantworten.

## Figuren
Bei den 99 Helden handelt es sich um gewöhnliche, aus verschiedenen Ländern stammende Teenager und Erwachsene, die jeweils in Besitz eines der 99 magischen Noor-Steine kamen und dadurch übernatürliche Kräfte erlangten. Hierdurch versucht die Comic-Serie, sowohl Werte wie Zusammenarbeit und Geschlossenheit für die islamische Welt zu vermitteln, als auch islamische Tugenden, die laut Al-Mutawa universeller Natur seien. Dennoch seien die Figuren nicht als religiöse Charaktere angelegt; keine von ihnen betet oder liest den Koran. Ince betrachtet The 99 nicht per se als religiös gerahmt, wobei Nathanael Riemer die Comicreihe als einen religiösen Comic versteht.
Die Anzahl der Superhelden in der Serie bezieht sich auf die 99 Namen Allahs. Viele dieser Namen beziehen sich auf Attribute, die auch menschliche Individuen vorweisen können, wie beispielsweise Großmut, Stärke, Treue, Weisheit.
Bisher sind folgende Charaktere dargestellt worden:
- Aleem – „The All-Knowing“
- Baeth – „The Sender“
- Baqi – „The Everlasting“
- Bari – „The Healer“
- Darr – „The Afflicter“
- Fattah – „The Opener“
- Hadya – „The Guide“
- Jabbar – „The Powerful“
- Jaleel – „The Majestic“
- Jami – „The Assembler“
- Mujiba – „The Responder“
- Mumita – „The Destroyer“
- Musawwira – „The Organizer“
- Noora – „The Light“
- Rafie – „The Lifter“
- Raqib – „The Watcher“
- Samda – „The Invulnerable“
- Sami – „The Listener“
- Wassi – „The Vast“
- Widad – „The Loving“